# 鈴木完一郎
鈴木 完一郎（すずき かんいちろう、1948年 - 2009年7月24日）は、日本の演出家。
劇団青年座で演出を務め、奔放な舞台作りから「イメージの暴れん坊」と称された。同期入団となる西田敏行の才能を引き出したことでも知られる。
劇団青年座以外の団体の舞踊公演も手掛けるなど幅広い分野で活動した。
愛称は「完坊」。

## 経歴
静岡県森町生まれ。静岡県立掛川西高等学校を経て、立正大学卒。なお、高校時代には、高須基仁と友人であった。高校時代には剣道部に所属し、試合の際に自身の名前を「佐々木小次郎」と書いて提出し、試合でそのまま呼ばれたことがある。映画監督になるのが夢であり、演劇にも興味があったが、高校の演劇部に赴き、自分に演出をやらせるよう言い出して手掛けた作品が演出家への第一歩となった。
1970年に劇団青年座に入団する。
劇団青年座で「明治の柩」、「殺陣師段平」などの公演を演出した。
1986年に文化庁在外派遣研修員としてスペイン滞在を経験した後は、フラメンコ、日舞公演の構成演出や商業演劇、他劇団の演出家としても活躍するようになった。
2009年7月24日、慢性腎不全のため神奈川県伊勢原市の病院で死去した。同年9月17日、劇団青年座の有志を中心として「お別れの会」が開催された。

## 演出作品

### 劇団青年座
- 死のう団（石崎一正・作）
- 「五人の作家による連続公演」ほととぎす ほととぎす（宮本研・作）
- 盟三五大切（鶴屋南北・作）
- 毛皮のマリー 1983年4月1日再演 （寺山修司・作）[3]

## 賞歴
- 1980年 - 芸術祭演劇部門大賞 劇団青年座公演『ほととぎす ほととぎす』[4]
- 1983年 - 芸術祭舞踏部門大賞 小松原庸子舞踏団公演『ゴヤ･光と影』[4]
- 1989年 - 芸術祭演劇部門優秀賞 劇団青年座公演『盟三五大切』[4]
- 1989年 - 芸術祭舞踏部門優秀賞 西崎緑舞踏団公演『八尾比丘尼』[4]